# Казарята (Івановська область)
Казарята (рос. Казарята) — присілок в Верхнєландеховському районі Івановської області Російської Федерації.
Населення становить 1 особу. Входить до складу муніципального утворення Симаковське сільське поселення.

## Історія
Від 2005 року входить до складу муніципального утворення Симаковське сільське поселення.

## Населення
| 1859 | 1905 | 2010 |
| ---- | ---- | ---- |
| 95   | ↗110 | ↘1   |